# Thermen-Pechschnecke

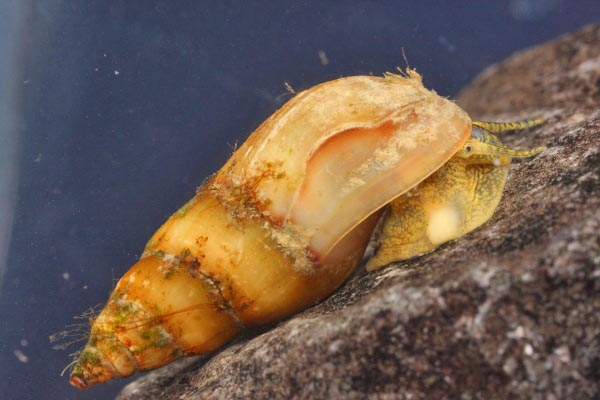
Esperiana daudebarti acicularis, Donau in Niederösterreich

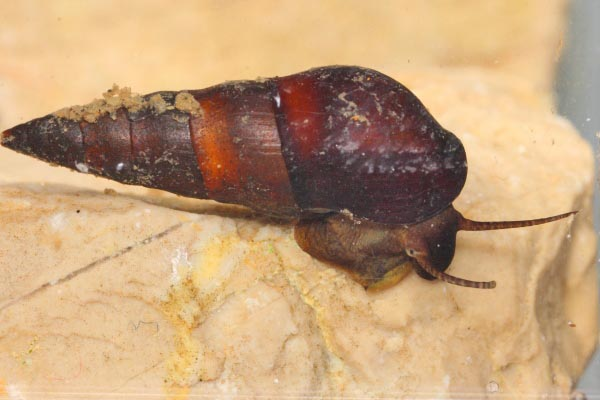
Esperiana daudebarti thermalis, Bükk-Gebirge bei Miskolc, Ungarn

Die Thermen-Pechschnecke (Esperiana daudebartii, Syn.: Microcolpia daudebartii) ist eine in Südosteuropa beheimatete, bis zu 2,5 cm lange Süßwasserschnecke, die in Flüssen, Seen und Thermalquellen lebt und sich von mikroskopischen Algen ernährt.

## Merkmale
Das rechtsgewundene, schlanke, spitz kegelförmige, glänzende und mit sehr feinen Zuwachsstreifen versehene Gehäuse wird beim erwachsenen Tier etwa 1,0 cm bis 2,5 cm lang und etwa 4 mm bis 8 mm breit. Es weist dann etwa sieben bis acht fast flache Umgänge und keinen Nabel auf. Die Spindel geht abrupt in den abgerundeten unteren Gehäuserand über, wo sich meist eine leichte Furche befindet. Das Gehäuse ist dunkelrotbraun bis schwarzviolett gefärbt. Das hornige Operculum ist halb so lang wie das Gehäuse. Die Schnecke selbst ist meist graubraun mit dunklerer Musterung, hat einen kurzen Fuß und zugespitzte Fühler.

## Vorkommen, Lebensweise und Verbreitung
Die Thermen-Pechschnecke lebt in Flüssen und Bächen auf Stein, Holz oder Schlamm. Sie bevorzugt Wassertiefen von etwa 80 cm und geht bei größerer Kälte bis in Tiefen von 2 m. Sie benötigt mindestens 12 mg O2/l. Ihr Verbreitungsgebiet umfasst Südosteuropa vom Schwarzen Meer bis zur Slowakei und ins östliche Österreich. Hier ist sie insbesondere im Hansybach und der Thermalquelle von Bad Vöslau in Niederösterreich zu finden. In der Ukraine ist sie durch Zerstörung des Habitats bedroht.

## Unterarten

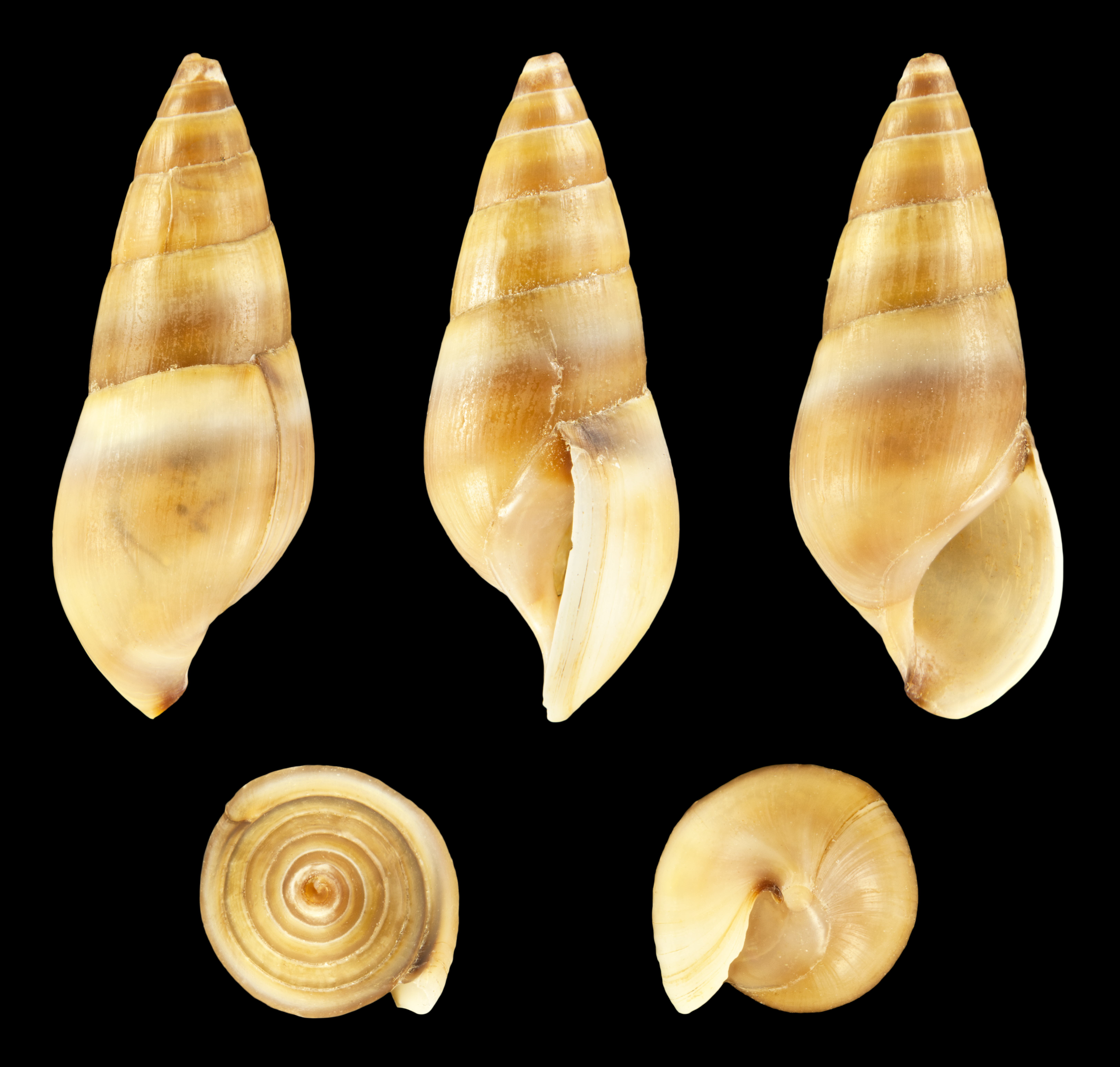
Esperiana daudebartii acicularis

Es werden drei Unterarten unterschieden: Esperiana daudebartii daudebartii (Prevost, 1821) tritt in Österreich unter anderem in Thermalquellen wie im Hansybach bei Bad Vöslau auf, während Esperiana daudebartii acicularis (Férussac, 1823) in der Donau in Bad Deutsch-Altenburg und Schönau an der Donau zu finden ist. Esperiana daudebartii thermalis (Brot, 1861) kommt dagegen in Thermalquellen des Bükk-Gebirges in Ungarn vor.